# Gunnar Lodenius
Gunnar Lodenius, född 5 december 1892 i Husby-Lyhundra socken, Stockholms län, död 2 maj 1972 i Norrtälje, var en svensk politiker (Bondeförbundet).
Gunnar Lodenius var riksdagsledamot i första kammaren 1942-1958 för Stockholms läns och Uppsala läns valkrets.